# Pseudozonitis brevis
Pseudozonitis brevis är en skalbaggsart som beskrevs av Enns 1956. Pseudozonitis brevis ingår i släktet Pseudozonitis och familjen oljebaggar. Inga underarter finns listade i Catalogue of Life.